# 代頓 (緬因州)
代頓（英語：Dayton）是一個位於美國緬因州約克縣的鎮。

## 人口
根據2020年美國人口普查的數據，代頓的面積為47.66平方千米，當中陸地面積為46.33平方千米，而水域面積為1.32平方千米。當地共有人口2129人，而人口密度為每平方千米45人。